# Trimirystyna
Trimirystyna – trójgliceryd kwasu mirystynowego (tetradekanowego), stanowi główny składnik masła muszkatołowego (około 75%). Związek ten, podobnie jak inne triacyloglicerole zawierające nasycone kwasy tłuszczowe o parzystej liczbie atomów węgla (12, 14, 16 atomów C), powoduje znaczny wzrost cholesterolu LDL w osoczu.
Trimirystynę można wyizolować z gałki muszkatołowej poprzez ekstrakcję eterem etylowym, następnie rekrystalizację z acetonu.